# 海莉·喜代子
海莉·喜代子·奧克羅夫特（英語：Hayley Kiyoko Alcroft，1991年4月3日—），是一名美國歌手、詞曲作家及演員。知名於飾演迪士尼頻道電影《檸檬大嘴巴》中的史黛拉·山田。她還在CBS電視劇《CSI犯罪現場：網路犯罪》中擔任主役芮文·雷米瑞。
除了參與過樂隊The Stunners外，喜代子發行過三張個人專輯和兩張單曲：《A Belle to Remember》（2013年）、《This Side of Paradise》（2015年）及 《Citrine》（2016年）《睡衣派對》《Feelings》 (2017年)

## 早年生活
1991年出生於美國加利福尼亞州洛杉磯，父親是喜劇演員傑米·奧克羅夫特，擁有英格蘭及苏格兰血統；母親是花樣滑冰運動員薩拉·川原，為日本裔加拿大人。她從小就開始表演生涯，拍攝過不少全國性廣告。 她5歲那一年父母為她買了一套鼓，自此便展開了音樂之路，之後又學了吉他和鋼琴，也作曲和寫鼓譜。 她在學校參加了許多音樂和戲劇演出，放學後也經常練習跳舞。她之後獲得商業代理並第一次試鏡，當時她只是把演員一職當作賺取音樂設備的費用和上音樂大學學費的途徑，從未想過數年後會成為電影女主角。2007年她曾以祖父的名字Hede建立一支車庫樂隊並推出了5首歌曲，該樂隊最終在翌年解散。高中畢業後，獲得入讀紐約大學的克萊夫·戴維斯錄製音樂學院的資格，但因為工作關係一直推遲入學，最後婉拒了錄取。

## 演藝生涯

### 2007–2011年: 事業起步
2007年，海莉在迪士尼動畫《美國龍：傑克龍》中客串配音過。後來被歌手Vitamin C發掘加入一隊名為The Stunners的五人跳唱女子團體，成員包括蒂娜雪、Allie Gonino、Kelsey Sanders，還有後來的替換新成員Lauren Hudson和Marisol Esparza。The Stunners成立半年後與哥倫比亞唱片公司簽約並在iTunes上發行了一首叫Bubblegum的單曲連音樂影片，此曲也成為了電視劇《愛卡莉》的原聲音樂之一。2009年，The Stunners離開哥倫比亞唱片公司，與獅門娛樂簽約，並在2010年拍攝了一支音樂影片宣傳新單曲We Got It。2009年高中畢業後，海莉得到了她的第一個電視電影角色：《史酷比3：神祕開始》中的葳瑪，她幾乎不需要試鏡因為她本來的形象就十分適合。電影在2009年9月13日上映後大受歡迎，有610萬名觀眾收看，成為卡通頻道歷史上最熱門的電影。2010年以同樣角色在續集《史酷比4：湖怪的詛咒》中登場，此集吸引了340萬名觀眾收看。2010年3-4月期間，海莉還客串出演過迪士尼劇集《少年魔法師》中的一位短命邪惡巫師Stevie Nichols。
同年，她個人與Universal Republic Records簽約，The Stunners亦在iTunes推出了她們的第一首單曲Dancin' Around the Truth，隨後登上了廣播電台音樂四十強。 此曲的音樂影片於6月2日公佈，在此之前被小賈斯汀邀請到《我的世界》巡迴演唱會作開幕式表演。 The Stunners曾計劃過推出完整專輯，但最終因為團體在2011年解散而告吹。其後，海莉在迪士尼頻道電影《檸檬大嘴巴》中飾演叛逆青少年史黛拉·山田，這部電影於2011年4月15日首映，吸引570萬名觀眾觀看，包括DVR觀眾的話，其總觀看人數為700萬。2011年，她客串出演了劇集《滑板小子阿奇阿魯》中一位叫Suzi Vandelintzer的溜冰女孩。

### 2012–至今: 演歌雙棲藝人
海莉第一次在電視登場是在迪士尼動畫《美國龍：傑克龍》中為一位小女孩配音。2012年，她在電影《新藍色珊瑚礁》（1980年藍色珊瑚礁的重製版）飾演小角色Helen。 其後在LGBT題材電視劇如此一家人中飾演一位曾經作出網路霸凌行為的角色。2015年，在CBS電視劇《CSI犯罪現場：網路犯罪》中擔任主要角色芮文·雷米瑞。海莉還在網飛電影《XOXO》中出演Shannie一角，該片在2016年8月上映。
2013年3月12日，海莉發佈了她的第一張個人音樂專輯《A Belle to Remember》，在專輯發售後不久，海莉就和英國製作人James Flannigan在倫敦開始合作寫歌。她在2014年7月16日通過Facebook宣布，新的專輯已經完成，並將在該月稍後在一場節目上首次表演。其後和瑞典製作人Anders Grahn合作，在2015年2月3日推第二張個人音樂專輯《This Side of Paradise》。此專輯其中一首歌曲Girls Like Girls--講述女生之間超越友誼的愛，在它的音樂影片發佈後，便在微博網站Tumblr引起巨大迴響，並以病毒式傳播。截止到2017年1月達到超過5600萬人次觀看。2015年11月12日，透過VEVO發佈新曲Cliff's Edge的音樂影片，是由本人親自執導主演。2016年8月5日，發佈新曲Gravel to Tempo及其音樂影片，收錄在她第一張在唱片公司發行的專輯《Citrine》中，完整專輯透過EMPIRE及大西洋唱片公司在9月30日發行。
海莉的第三支完全獨立執導音樂影片One Bad Night在10月11日透過Vice首播去宣傳其專輯。2017年3月2日，透過BuzzFeed發佈新的單曲Sleepover及其音樂影片。

## 個人生活
海莉是一位素食主義者。2016年，她在Paper雜誌上談論過自己的性取向：
兩年前洛杉磯一個罕見的下雨天，我與Owen Thomas及Lily May Young在一個作曲會議上，當時我正在向他們抱怨我做的音樂不是以我想要的方式連貫表達出來的。Lily看著我問道：「告訴我一些關於你的其他人都不知道的事情，一些你害怕寫出來（寫成歌）的事情？」我立刻想到了，我喜歡女孩，同時這也是我想寫進歌裡唱的，但是即使是那樣我還是很難大膽的表達出來。所以最後我對Lily說我經常在我的歌裡用到「你」、「他們」這些代詞，但是從來沒使用過「她」，因為我擔心會使我的歌唱起來不順口。之後我們談論了更多概念和我自己的經歷，以及我是多喜歡「搶走別人的女朋友」這種常常出現在我腦海中的幻想。在我的成長過程中，我所做過的事總是圍繞著女孩，我因為女孩而跳舞、我因為女孩而參加學生會。我從來沒有期望過那些女孩也會喜歡我。即使我永遠不可能跟那些女孩約會，待在她們身邊就是讓我感到很舒服。就這樣，Girls like Girls這首歌誕生了。
她的其中一支音樂影片Gravel to Tempo就是描述自己在成長時喜歡上女孩的經歷。

## 音樂作品

### 迷你專輯
| 專輯名稱                  | 專輯資訊                                                                          |
| ------------------------- | --------------------------------------------------------------------------------- |
| 《A Belle to Remember》   | - 發行日期: 2013年3月12日 - 發行型式：數位音樂下載 - 發行廠牌: 個人發行           |
| 《This Side of Paradise》 | - 發行日期: 2015年2月3日 - 發行型式：數位音樂下載 - 發行廠牌: 個人發行            |
| 《Citrine》               | - 發行日期: 2016年9月30日 - 發行型式：數位音樂下載 - 發行廠牌: EMPIRE、大西洋唱片 |

### 單曲
| 歌曲名稱              | 年份 | 收錄專輯                  |
| --------------------- | ---- | ------------------------- |
| A Belle to Remember   | 2013 | 《A Belle to Remember》   |
| Rich Youth            | 2014 | 《A Belle to Remember》   |
| This Side of Paradise | 2014 | 《This Side of Paradise》 |
| Girls Like Girls      | 2015 | 《This Side of Paradise》 |
| Cliff's Edge          | 2015 | 《This Side of Paradise》 |
| Gravel to Tempo       | 2016 | 《Citrine》               |
| Sleepover             | 2017 | 《TBA》                   |
| Feelings              | 2017 | 《TBA》                   |

### 作為合作歌手
| Breakthrough                       | 2011 | 88 | 11 | Lemonade Mouth |
| Baby Fox                           | 2016 | —  | —  | 單曲           |
| "—" 指唱片未登上榜單或在該國發行。 |      |    |    |                |

### 其他合作作品
| 歌曲名稱              | 年份 | 合作藝人       | 收錄專輯       |
| --------------------- | ---- | -------------- | -------------- |
| Here We Go            | 2011 | Lemonade Mouth | Lemonade Mouth |
| More Than a Band      | 2011 | Lemonade Mouth | Lemonade Mouth |
| Livin' on a High Wire | 2011 | Lemonade Mouth | Lemonade Mouth |

### 音樂影片出演
| 歌曲名稱              | 年份 | 導演                                 |
| --------------------- | ---- | ------------------------------------ |
| Hunting Man           | 2012 | Felix Vinyl Studio                   |
| A Belle to Remember   | 2013 | Colton Dearing                       |
| Rich Youth            | 2014 | RJ Sanchez                           |
| This Side of Paradise | 2014 | RJ Sanchez                           |
| Girls Like Girls      | 2015 | Austin S. Winchell and Hayley Kiyoko |
| Cliffs Edge           | 2015 | 海莉·喜代子                          |
| Gravel to Tempo       | 2016 | 海莉·喜代子                          |
| One Bad Night         | 2016 | 海莉·喜代子                          |
| Sleepover             | 2017 | 海莉·喜代子                          |

## 影視作品

### 電影
| 年份 | 標題                    | 角色      |
| ---- | ----------------------- | --------- |
| 2012 | Adrift                  | Jesse     |
| 2014 | Hello, My Name Is Frank | Jesse     |
| 2015 | 陰兒房第3章：從靈開始   | Maggie    |
| 2015 | Jem and the Holograms   | Aja Leith |
| 2016 | XOXO                    | Shanni    |

### 電視劇
| 年份    | 標題                  | 角色              |
| ------- | --------------------- | ----------------- |
| 2007    | Unfabulous            | Rapping girl      |
| 2009    | 史酷比3               | Velma Dinkley     |
| 2010    | 史酷比4               | Velma Dinkley     |
| 2010    | 少年魔法師            | Stevie Nichols    |
| 2011    | 檸檬大嘴巴            | Stella Yamada     |
| 2011    | 滑板小子阿奇阿魯      | Suzi Vandelintzer |
| 2012    | 新藍色珊瑚礁          | Helen             |
| 2013    | 噬血Y世代             | Megan             |
| 2014    | 如此一家人            | Gabi              |
| 2015–16 | CSI犯罪現場：網路犯罪 | Raven Ramirez     |